# Holländsk blodberberis
Berberis ottawensis är en berberisväxtart som beskrevs av Camillo Karl Schneider. Berberis ottawensis ingår i släktet berberisar, och familjen berberisväxter. Inga underarter finns listade i Catalogue of Life.